# Терешковичі
Терешковичі (біл. Цярэшкавічы) — агромістечко, центр Терешковицької сільської ради Гомельського району Гомельської області Республіки Білорусь.

## Географія

### Розташування
У 20 км на південь від Гомеля. За 14 км від залізничної станції Терюха.

## Гідрографія
На річці Уть (притока річки Сож).

## Транспортна мережа
Транспортний зв'язок степовою, а потім по автомобільною дорогою Нова Гута — Гомель. У селі 602 житлові будинки (2004). Планування складається з дугоподібної вулиці зі спрямованістю з південного сходу на північний захід. Забудова двостороння, будинки переважно дерев'яні, садибного типу. У 1987 році збудовано 50 цегляних будинків, до яких було переселено мешканців із забруднених після катастрофи на Чорнобильській АЕС територій.

## Вулиці
- Куюкова
- Лісова
- Миру
- Молодіжна
- Нова
- Нагірна
- Пастуховського
- Перемоги
- Радянська
- Радгоспна
- Сонячна
- Суливанського
- Фабрична
- Центральна

## Історія
Згідно з письмовими джерелами, село відоме з XVI століття в Речицькому повіті Мінського воєводства Великого князівства Литовського, володіння Великого князя. Згадується у 1526—1531 роках у джерелах конфлікту між Великим князівством Литовським та Московським царством. У 1640-ті роки згідно з інвентарем Гомельського староства була селом з 4 димами, 2 службами. Після першого поділу Речі Посполитої у 1772 році — у складі Російської імперії. У 1775 році село перебувало у володінні фельдмаршала графа Петра Рум'янцева-Задунайського. З 1785 року володіння дворянина Хильчевського, а згодом поміщиків Зубовичів, Подотчевських. У ХІХ столітті активно працювала місцева пристань. Працювали корчма, церковнопарафіяльна школа, народне училище, у якому 1868 року було 27, а 1907 року 57 учнів. У 1897 році діяли водяний та вітряний млини. У 1909 році в Дятловицькій волості Гомельського повіту Могильовської губернії.
1926 року діяли поштове відділення, лавка, початкова школа, лікувальний пункт. З 8 грудня 1926 року центр Терешковицької сільради Дятловицького, з 4 серпня 1927 року Гомельського районів Гомельського округу, з 20 лютого 1938 року Гомельської області. У 1930 році організовано колгосп «Комунар». Працювали водяний млин, кузня.
Під час німецько-радянської війни у 1942 та у вересні 1943 років окупанти спалили 84 двори та вбили 12 мирних жителів. На фронтах загинули 61 мешканець села.
1959 року центр радгоспу «Новобілицький». Розміщуються птахофабрика, швейна майстерня, середня та музична школи, Будинок культури, бібліотека, комплексний приймальний пункт, амбулаторія, дитячі ясла-садок, відділення зв'язку, їдальня, 4 магазини. 1962 року до Терешковичів приєднано село Федорівка.
З 1962 року на селі існує ансамбль пісні «Харошки», якому надано звання народного.

## Населення

### Чисельність
- 2009 — 1683 мешканці.

## Відомі уродженці
- Дмитро Пилипович Бартновський (1902 — 1970) — радянський генерал-лейтенант авіації (1944).